# نصوح باشا
نصوح باشا (داماد نصوح باشا) سياسي عثماني، تقلد مهام الصدارة العظمى من 5 أغسطس 1611 وحتى 17 أكتوبر 1614. تعود أصوله الألبانية إلى مدينة كوموتيني شمالي اليونان اليوم، ولذلك يلقب بالكوموتيني (بالتركية: Gümülcineli)‏ كما يضاف إلى بداية اسمه لقب المصاهرة الفخري «داماد» نظرًا لزواجه من عائشة ابنة السلطان أحمد الأول.
يعتقد أن جهوده الإصلاحية كانت أحد الأسباب وراء أمر السلطان أحمد بإعدامه خنقًا.